# 國道1號 (芬蘭)
國道1號（芬蘭語：Valtatie 1/Ykköstie）是連接芬蘭首都赫爾辛基和芬蘭舊都圖爾庫的一條公路，全長165公里。2009年1月28日全線升級為高速公路。
全段為歐洲E18公路的一部分。